# Pedro Miguel de Cervantes Salvadores
Pedro Miguel de Cervantes Salvadores (Ciudad de México, 2 de octubre de 1933-27 de octubre de 2020) fue un escultor mexicano especializado en los murales escultóricos.

## Semblanza biográfica
Realizó sus estudios en la Escuela Nacional de Artes Plásticas, en la antigua sede de la Academia de San Carlos. Fue discípulo de Luis Ortiz Monasterio, Germán Cueto e Ignacio Asúnsolo. Se especializó en el muralismo escultórico por su amistad con David Alfaro Siqueiros y en los trabajos con metales por su admiración a la obra de Rodrigo Arenas Betancourt.
En 1958 presentó su primera exposición en las Galerías Excélsior, dos años más tarde exhibió su obra Gallo de pelea por las calles del Centro Histórico de la Ciudad de México. Desde entonces presentó diversas exposiciones en Venezuela, Japón, Gran Bretaña, Francia, Panamá y Estados Unidos. Entre algunas de sus obras se encuentran Máquina del espacio, Sirena y astronauta, El hombre y la pesca y El águila y la serpiente. Fue miembro de la Academia de Artes de México.

## Premios y distinciones
- Reconocimiento “Salón de Artistas Jóvenes en 1965”, por su obra Estructura.
- Premio “Elías Sourasky” en 1968, por su obra Ícaro.
- Mención honorífica en la Feria de la Plata de Taxco en 1969.
- Premio “Salón de la Plástica Mexicana” en 1972, por su obra Epicicloide.
- Premio “Presidente Nobutaka Shikanai” por el gobierno de Japón.
- Premio Nacional de Ciencias y Artes en el área de Bellas Artes por el gobierno de México en 2011.[4]